# CMOS
CMOS (engl. Complementary Metal Oxide Semiconductor) je tehnologija za izradu digitalnih i analognih mikroelektroničkih sklopova prvenstveno koristeći u projektiranju unipolarne MOS tranzistore. Prednost CMOS nad ostalim tehnologijama je u niskoj potrošnji, manjim tranzistorima, velikom stupnju grananja, a glavni nedostatak je manja brzina rada zbog pojave parazitnih kapaciteta. U CMOS tehnologiji je moguće izvesti i digitalne i analogne sklopove. 